# فرانسوا امانوئل
فرانسوا امانوئل (به فرانسوی: François Emmanuel) نویسنده قرن بیستم میلادی اهل فرانسه است.